# 妾願為君亡
《妾願為君亡》是葛城一以四格漫畫形式創作的日本漫畫作品。於竹書房的網路漫畫網站《Manga Life WIN》連載。已經出版11卷單行本，台灣角川於台灣已出版4卷。

## 故事大綱
平安時代，有著才能卻是繭居尼特族的中階貴族之女清少納言，受友人的推薦面試下成為中宮定子的女官。初次見面時定子便稱讚清少納言的字很美，清少納言被定子高貴與惹人憐愛的氣質深深吸引，並決定將一切奉獻給她。

## 登場人物

### 定子周邊
清少納言
尼特族，家裡蹲一名。設定胸圍是C。枕草子的作者，中宮藤原定子的女官。二十七歲。中階貴族出身，有著卓越的記憶力和文才。
心中稱道隆和貴子爲岳父母，總是想著定子的第一次，與她翻雲覆雨，諸如此類糟糕的事情，但從不真正出手。
酒量和酒品都很差，而且事後會記憶全無。不但喝一杯就會醉，還會對在場之人做出各種性騷擾的行為，包括舔弁官的耳朵，嘴對嘴地親吻紅式部，以手（最後被擋下來）和頭向紫式部襲胸，但也會本能地躲開貴子。在酒醉狀態，即使弁官在面前，也能以跳躍跨過她。意外看見紫式部的私處，毫不害羞，還説看到了絕境。
曾被定子調情，但因自己的率直和不知羞恥而無效，也準備脫掉衣服以展示的誠意（日語裏，性意與誠意同音）。但因她突如其來的一句「作為你的主人」(定子指的是自己作為聘請者，但被清少納言誤解。這句也令清少納言認為定子一直隱瞞自己是抖S，所以自己在這段關係中是主動方)，令體內抖M屬性覺醒，自己也因此興奮了一段時間。
中宮定子
主上的中宮（皇后）。十三歲。受眾多女官包圍教育下教養、容姿都非常完美，由於想要一位真正的朋友，亦將清少納言以「家庭教師」的名義採用。從沒發覺清少納言對自己抱有近乎變態的愛，只是單純的愛慕清少納言，也認為她相當可靠。
沒有發覺自己對於清少納言早已是非常特別的存在，所以希望與她再加深關係。對於同居的紅式部和曾與清少納言睡覺的紫式部感到吃醋。吃醋時不但話中帶刺，還散發強力的壓迫感。
被母親貴子教導以抖S女王的姿態與清少納言調情(在她面前調戲弁官，並讓她舔自己的腳)，雖然因她的不知廉恥而失敗，但無意說出「作為你的主人」，看見清少納言害羞的樣子。這之後認為這個方法可行，能循序漸進地發展成為貴子與母親的「親密關係」，也證實體內抖S屬性在覺醒。
弁官
定子的母親藤原貴子的女官。年約三十歲。清少納言的好友，也宛如親人般的存在。會制止清少納言的暴走有時會用較暴力的方法。
在清少納言的回憶中十分溫柔，不但在她生病時照顧她，哭的時候也抱著她，直至她平靜下來。
因為經常待在貴子的旁邊，故間中會被她調戲。
在貴子教導定子以抖S方式與清少納言加深關係時，作為女官迫不得已舔貴子的腳，也盡力告訴定子不要這樣做。
紅式部
定子的女官也是清少納言的同僚。十七歲。與同為定子女官的白銀小左近、翠中納言相當友好。
仰慕清少納言而與其同居（雖然清少納言並不願意），但總是害羞而無法表達內心的想法。
藤原貴子
定子的母親。年約三十歲。有著齊瀏海和妖艷眼睛的美女。性格難以捉摸，喜愛引起騷動，例如會突然強吻清少納言（初次見面時）和紅式部。
並不懼怕酒醉狀態的清少納言，反而説與她一起玩，但被她而逃跑的方式拒絕。
教導定子以抖S方式與清少納言加深關係(在她面前調戲弁官，並讓她舔自己的腳)，平日也會間中調戲弁官。
白銀小左近
翠中納言

### 彰子周邊
藤原彰子
定子的堂妹。對定子與紫式部抱有特別的愛情。非常依賴自己喜歡的對象，不允許紫式部想著自己以外的人。為了與定子在一起，而希望成為中宮。
嫉妒定子與清少納言的關係，故想辦法讓她出醜，繼而讓二人關係破裂。曾在清少納言的飲品中加入發情藥（本人以為是安眠藥），企圖讓定子看見她邋遢的樣子，但計畫因定子看見紫式部與清少納言一起睡覺，反而讓定子覺得吃醋而失敗。
紫式部
彰子的女官兼家庭教師。巨乳。二十四歲。編寫 源氏物語。編寫後不僅連第一冊也不敢回顧，連讓別人看和大量抄寫也相當抗拒。
雖然不喜歡清少納言，但承認與其一起時感到舒服，所以曾在她身邊睡著。彰子企圖陷害她時，雖然打算作弄她，釋放壓力，也打算幫助她。
戀愛經驗零，所以全靠自己的想像創作源氏物語。雖然和泉式部認為她應該談戀愛，但本人並不認同。
和泉式部
彰子的女官，紫式部的朋友。相比教養，更追求容姿和戀愛，戀愛經驗豐富。被甩後，會找女官發牢騷，尋求安慰，紫式部和菅原孝標女都是受害者。
藤原倫子
彰子的母親。對貴子抱有特別的感情，曾因貴子説會「獎勵」她而停止暴走。對於貴子一次也沒有對自己使用發情藥（彰子嘗試陷害青少納言用的）感到傷心。
菅原孝標女
彰子的女官。宅女屬性，喜歡源氏物語，當故事中的主角源氏為自己的男朋友。相當崇拜紫式部，以為她戀愛經驗豐富。後來本人澄清後，也無損對她的崇拜，認為單靠想像創作作出出色作品的紫式部很厲害。
安倍之人
倫子專屬的陰陽師。帽子裏垂下一塊布，所以看不見樣貌，但布上的圖案會隨情緒而改變，顯示當今自己的情緒。
本行是占卜，也會詛咒，召喚式神和直接攻擊。
為了在不給定子添麻煩的前提下，給清少納言造成心理傷害，同時不弄死她，選擇把清少納言和紫式部交換靈魂。

### 主上周邊
主上（天皇陛下）
一條天皇。作品中所提及的主上皆指一條天皇。女性的外貌和舉止，在作品中性別不明。深愛中宮定子，在定子面前總是無法坦率。
椿
作者的原創角色。主上的女官。對主上相當毒舌。

### 其他
藤原道隆
定子的父親。關白。由於女兒的請求亦招募家庭教師，對於清少納言時常暴走的行為感到非常不安，甚至有時會偷窺。非常在意和妻子貴子之間的距離感。
藤原道長
彰子的父親，道隆的弟弟。經常沾花惹草。
藤
清原致信

## 出版書籍
| 冊數 | 竹書房       | 竹書房                 | 台灣角川      | 台灣角川               |
| 冊數 | 初版發售日期 | ISBN                   | 初版發售日期  | ISBN                   |
| ---- | ------------ | ---------------------- | ------------- | ---------------------- |
| 1    | 2011年5月7日 | ISBN 978-4-8124-7561-4 | 2013年1月23日 | ISBN 978-986-325-187-3 |
| 2    | 2012年4月7日 | ISBN 978-4-8124-7761-8 | 2013年3月20日 | ISBN 978-986-325-274-0 |
| 3    | 2013年5月7日 | ISBN 978-4-8124-8171-4 | 2015年6月24日 | ISBN 978-986-366-564-9 |
| 4    | 2014年4月7日 | ISBN 978-4-8124-8549-1 | 2015年10月7日 | ISBN 978-986-366-765-0 |
| 5    | 2015年4月7日 | ISBN 978-4-8019-5221-8 |               |                        |
| 6    | 2016年5月7日 | ISBN 978-4-8019-5518-9 |               |                        |
| 7    | 2017年5月6日 | ISBN 978-4-8019-5930-9 |               |                        |
| 8    | 2018年5月7日 | ISBN 978-4-8019-6254-5 |               |                        |
| 9    | 2019年5月7日 | ISBN 978-4-8019-6604-8 |               |                        |
| 10   | 2020年5月7日 | ISBN 978-4-8019-6933-9 |               |                        |
| 11   | 2021年5月7日 | ISBN 978-4-8019-7295-7 |               |                        |

## 外部連結
- Manga Life WIN 妾願為君亡（页面存档备份，存于）（日語）